# Classe Atago
La classe Atago della Forza marittima di autodifesa giapponese è costituita da 2 cacciatorpediniere lanciamissili derivati dalla precedente classe Kongo, che hanno una funzione di difesa aerea della flotta, grazie alla presenza di un sistema Aegis con il radar SPY-1D e lanciamissili Mk 41 con 96 celle (64 a prua e 32 a poppa). Tali navi sono un ingrandimento della classe americana classe Arleigh Burke. Queste unità sono diventate operative nel 2007 e 2008.
Il ruolo delle due navi, come quello della precedente classe Kongo, è quello di protezione delle flottiglie di navi giapponesi, ma le prestazioni del sistema Aegis e dei missili SM-3 fornisce anche la capacità di difesa dai missili balistici di teatro, che teoricamente la Corea del Nord o la Cina potrebbero minacciare di lanciare.

## Storia

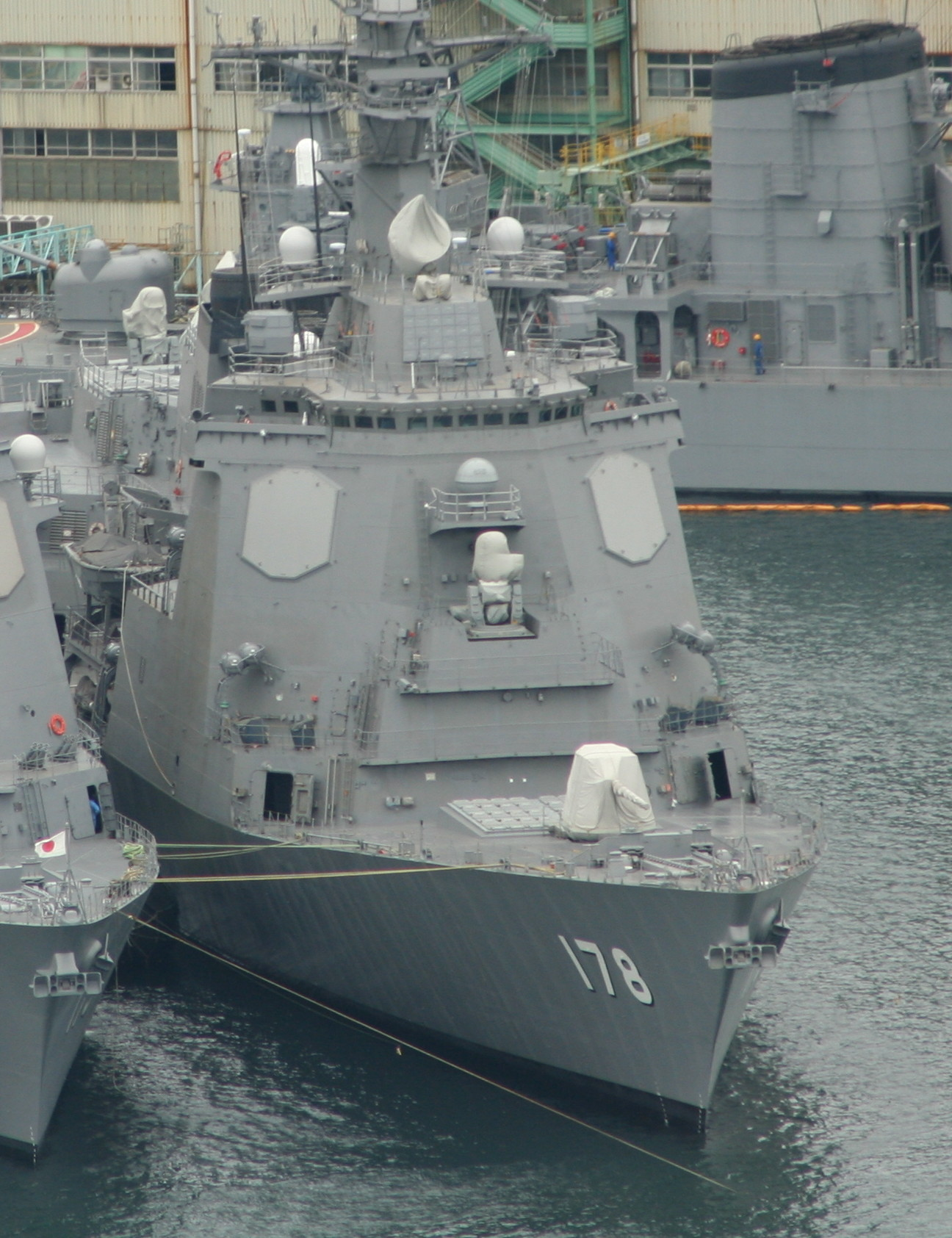
Vista frontale del cacciatorpediniere Ashigara con l'imponente torrione.

La Forza marittima di autodifesa giapponese aveva cominciato negli anni '90 la costruzione della potente classe Kongo, una serie di grossi cacciatorpediniere equipaggiati con il sistema antimissile Aegis, che erano divenuti il nerbo della flotta nipponica. All'inizio degli anni 2000, si presentò l'esigenza di sostituire i vecchi cacciatorpediniere Tachikaze, ormai obsoleti e dotati ancora dei lanciatori a rampa singola Mk 13 e dei missili SM-1 decisamente antiquati. Così fu stabilito di sostituirli con due cacciatorpediniere Aegis simili ai Kongo, ma in qualche modo migliorati e più prestanti. La costruzione delle due navi cominciò nel 2004 e 2005. L'unità capoclasse Atago è entrata in servizio il 15 marzo 2007, mentre la seconda unità Ashigara è diventata operativa il 13 marzo 2008.

## Descrizione tecnica
Le navi della classe Atago sono un ingrandimento e miglioramento della precedente classe Kongo, a sua volta basata sul modello dei cacciatorpediniere Arleigh Burke. Fra le caratteristiche peculiari ci sono una maggiore lunghezza, che è di 165 metri, ossia 4 metri in più rispetto ai Kongo, una linea più snella, un diverso fumaiolo, un hangar per l'elicottero, e soprattutto un nuovissimo albero concepito per ridurre la traccia radar. con un profilo affusolato ed elegante.

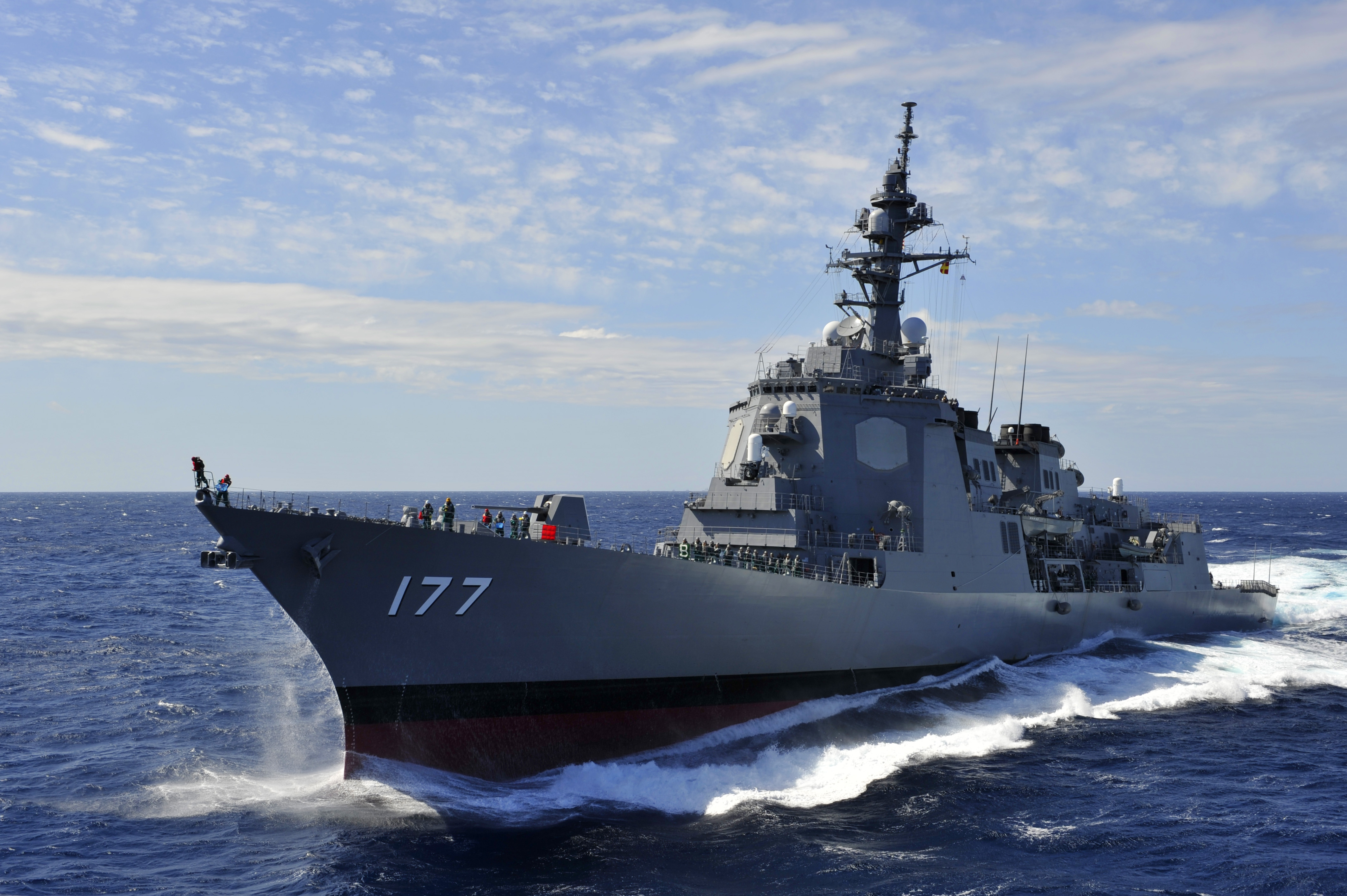
Il cacciatorpediniere Atago in navigazione.

L'apparato propulsivo è composto da 4 turbine General Electric LM2500, prodotte su licenza da Ishikawajima Harima, in configurazione COGAG (Combined Gas turbine And Gas turbine),  capaci di erogare una potenza complessiva di 100.000 cavalli vapore, consentendo così di raggiungere una velocità massima di 30 nodi.

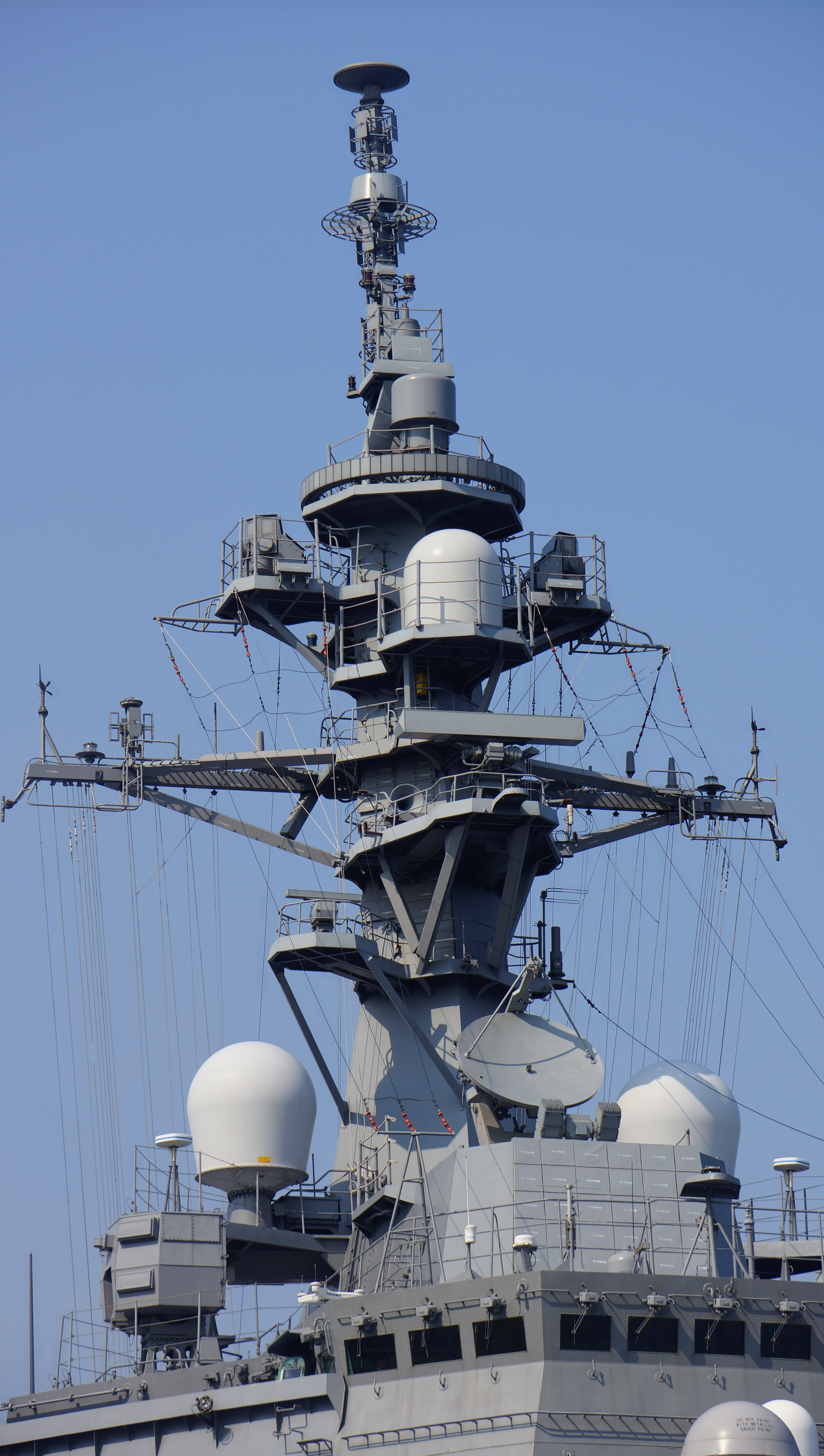
L'albero del cacciatorpediniere Atago ricco di antenne e dtotazioni elettroniche.

Il radar principale è il potente AN/SPY-1D(V), un radar di scoperrta aerea a scansione elettronica in banda S, dotato di un raggio d'azione di 324 km, capace di tracciare simultaneamente obiettivi multipli, fino a un totale di 800. Il radar di scoperta di superficie è invece l'OPS-28 E. A questi radar si aggiungono per coadiuvare le operazioni anche tre radar di tiro AN/SPG-62, e un radar OPS-20B.

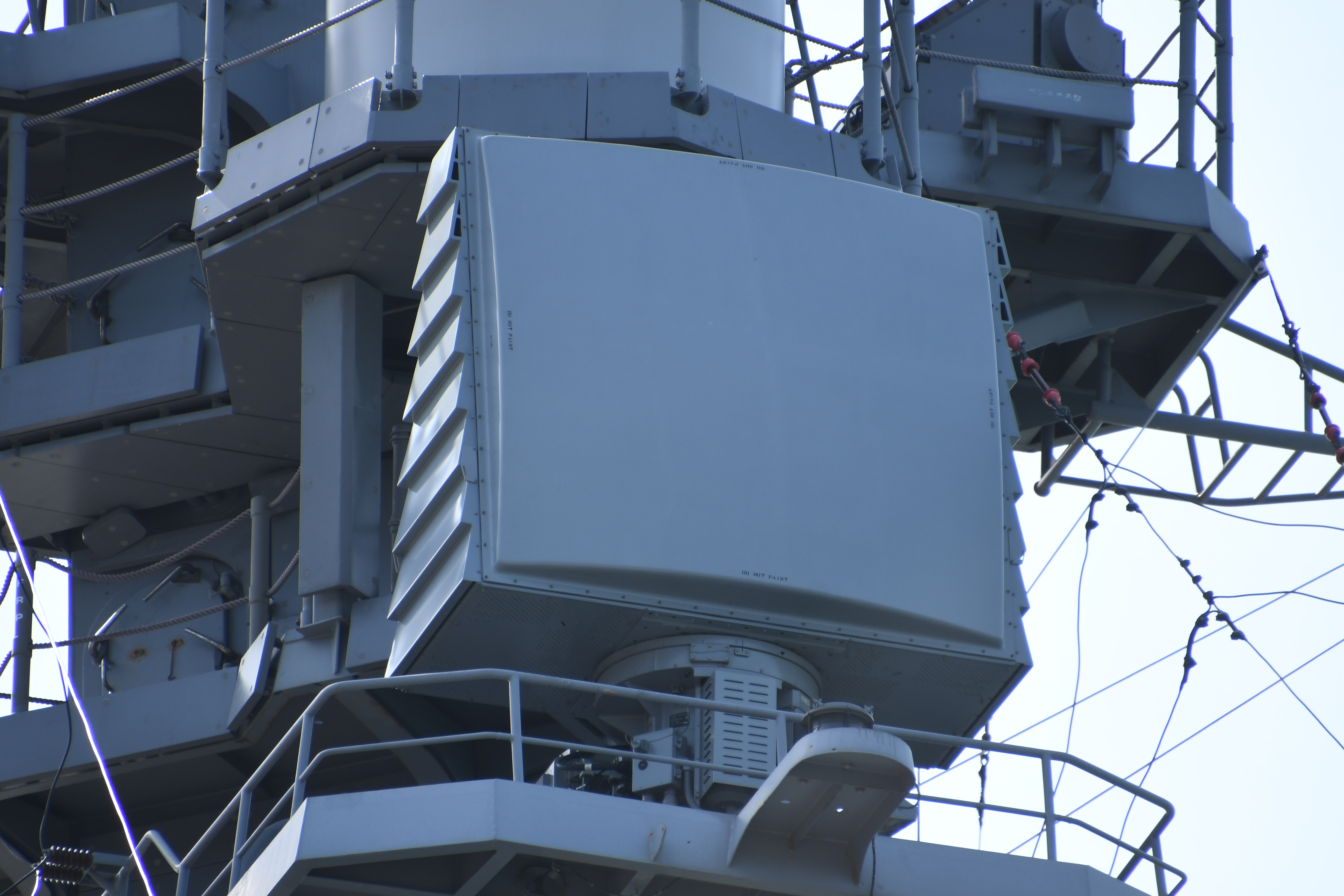
Il radar AN/SPQ-9B montato sul cacciatorpediniere Atago.

Inoltre è stato aggiunto anche un radar AN/SPQ-9 specializzato nell'intercettazione dei missili antinave a bassa quota. 

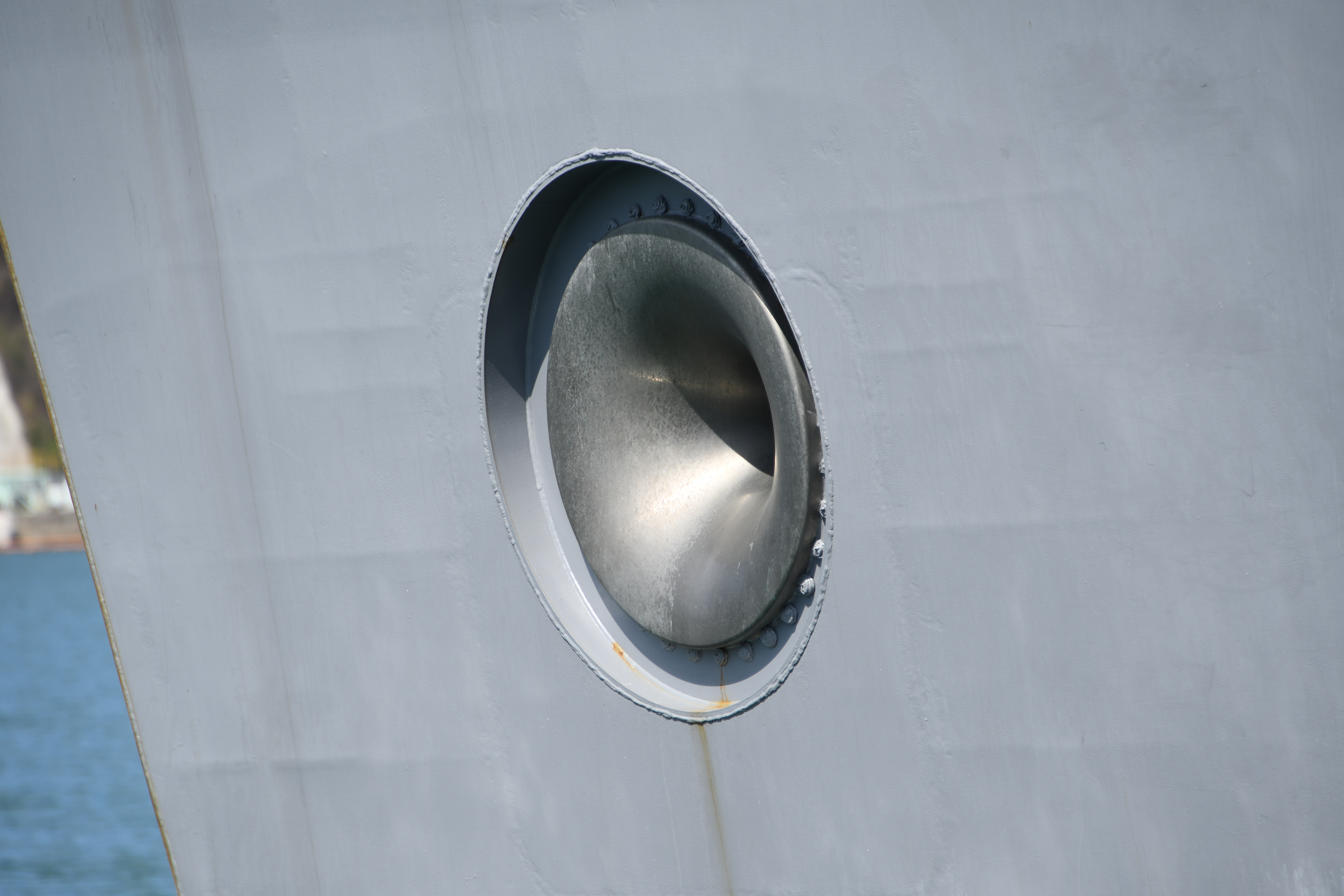
Il sonar trainato AN/SQR-20.

Per la lotta ai sottomarini è impiegato il sonar a scafo AN/SQS-53C,  il sonar trainato AN/SQR-20, il sistema di combattimento AN/SQQ-89, e i decoy antisiluro AN/SQL-25 Nixie. La suite per le contromisure elettroniche è il sistema NOLQ-2.

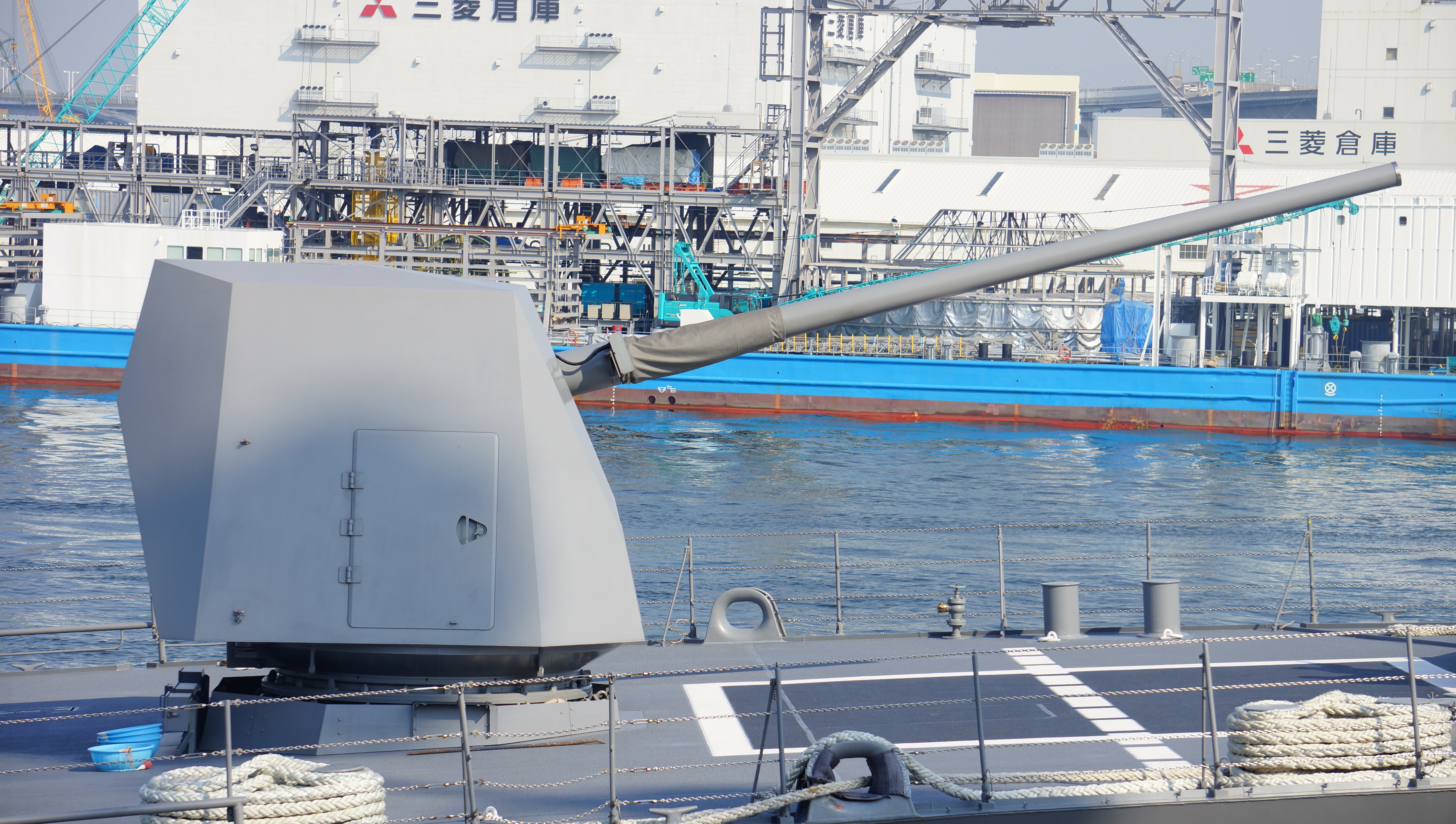
Il cannone Mk 45 Mod 4 da 127/62 mm.

L'armamento è composto da un cannone Mk 45 Mod 4 da 127/62 mm prodotto da BAE Systems, due lanciatori quadrupli per missili antinave Type 90 SSM-1B, due lanciasiluri tripli da 324 mm per siluri Type 73, e per la difesa di punto due sistemi CIWS Phalanx. La dotazione missilistica è particolarmente ricca con 96 celle dei lanciatori verticali Mk 41 VLS, suddivise in 64 a prua e 32 a poppa, capaci di alloggiare i missili RIM-66 Standard SM-2 e RIM-161 SM-3, e anche i missili antisom RUM-139.

## Unità
| N. di costruzione | Pennant | Nome     | Impostata     | Varata         | In servizio   | Porto base |
| ----------------- | ------- | -------- | ------------- | -------------- | ------------- | ---------- |
| 2317              | DDG-177 | Atago    | 5 aprile 2004 | 24 agosto 2005 | 15 marzo 2007 | Maizuru    |
| 2318              | DDG-178 | Ashigara | 6 aprile 2005 | 30 agosto 2006 | 13 marzo 2008 | Sasebo     |